# Can Parellada (Agullana)
|  | Aquest article tracta sobre Can Gomis d'Agullana. Vegeu-ne altres significats a « Can Gomis (desambiguació)». |

Can Parellada, anteriorment anomenat can Gomis, és un edifici del municipi d'Agullana inclòs en l'Inventari del Patrimoni Arquitectònic de Catalunya.

## Descripció

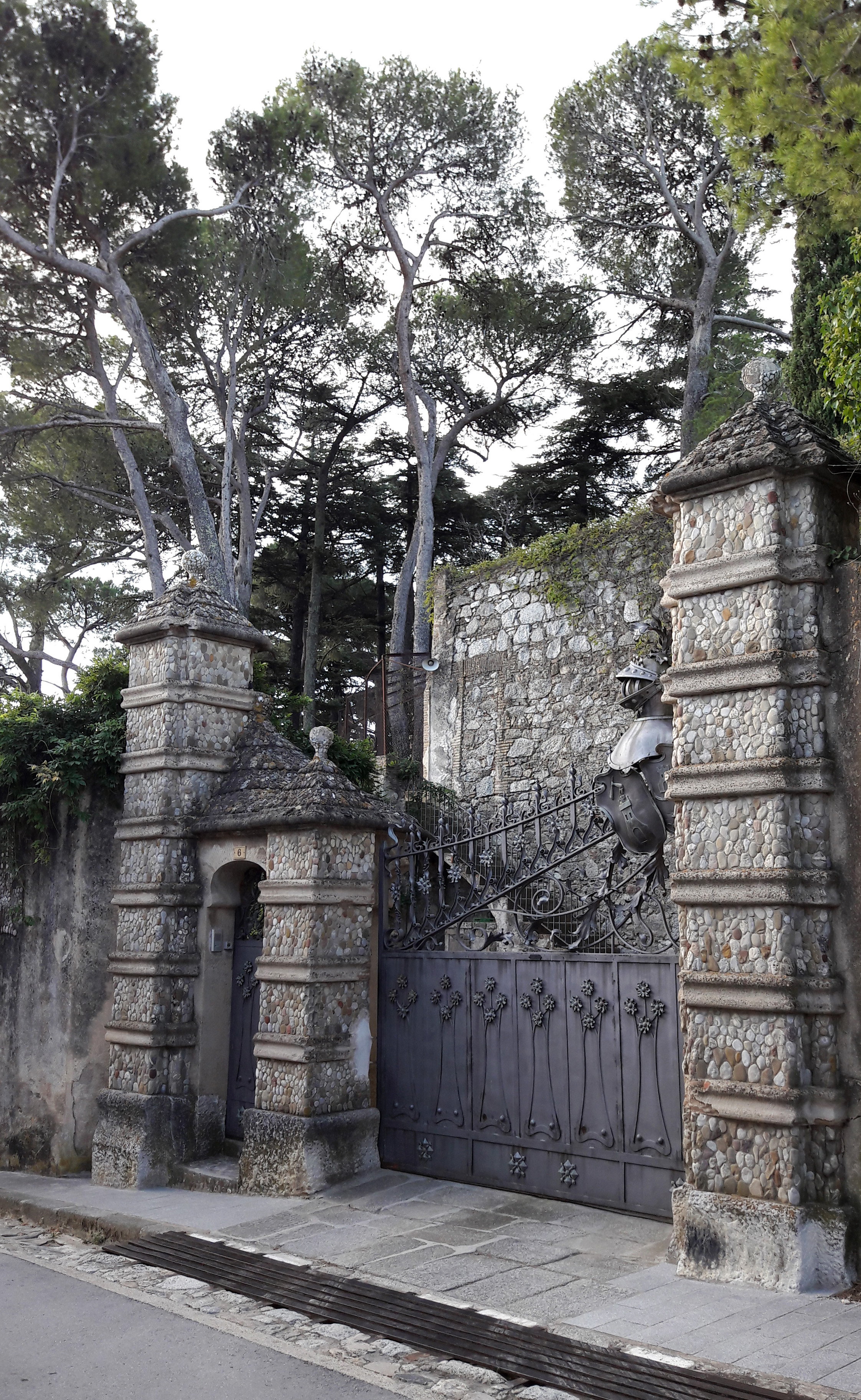
Entrada de la finca

Edifici situat als afores del poble que s'aixeca enmig d'uns jardins que l'aïllen completament del nucli urbà. L'accés directe a la planta noble s'efectua a través de rampes i d'un pont. La planta baixa, inicialment destinada a serveis, avui està integrada a la residència. A la banda de tramuntana s'obre la gran porta d'entrada, allindanada i amb un gran arc que la sobremunta i columnes helicoidals als costats. Immediatament a sobre hi ha una imatge de la Verge dins una mena de fornícula. Els arcs, determinats punts de la paret, els pedestals del pont i altres zones de l'edifici, estan profusament decorats amb temes florals. Al cantó de migjorn una gran tribuna irregular, amb balcons circulars als costats i suportada per columnes, accentua encara més la preponderància de les línies corbes a tot l'edifici.
La fusteria i els mobles van ser dissenyats en estil modernista; també ho eren les vidrieres, actualment desaparegudes. La forta tendència al floralisme i a la línia corba expressen una notable influència gaudiniana.

## Història
Es tracta d'un dels edificis modernistes més destacats d'Agullana. Aquest estil arquitectònic arribà a la població empordanesa a inicis del segle xx, i la seva penetració es traduí tant en la construcció d'edificis d'ús particular (can Vidal, ca l'Estela o can Parellada) com en obres de tipus social (Grup escolar, l'asil Gomis i el cafè la Concòrdia). Amb aquesta proliferació de construccions modernistes, juntament amb la gran fortuna personal dels Gomis, no resulta estrany que el primer projecte de Can Parellada fos encarregat a Antoni Gaudí.
Malgrat tot l'arquitecte barceloní va trencar aviat el seu compromís, segons sembla, a causa de les diferències sorgides entre ell i els Gomis sobre el pressupost per la realització dels acabats escultòrics de les façanes. Així fou com l'obra passà a mans de Josep Pijoan, arquitecte que es va inspirar en alguns elements característics de l'arquitectura de Gaudí.